# Antocha constricta
Antocha constricta är en tvåvingeart som beskrevs av Alexander 1932. Antocha constricta ingår i släktet Antocha och familjen småharkrankar. Inga underarter finns listade i Catalogue of Life.